# Frederik Julius Schaldemose
Frederik Julius Schaldemose (født 15. februar 1783 på Fyn, død 22. februar 1853 i København) var en dansk forfatter. 
18 år gammel blev Schaldemose student fra Horsens Skole og førte derefter et lige så eventyrligt som omflakkende liv i ind- og udland, væsentlig som militær under Napoleonskrigene (beskrevet i Rejser og Eventyr i fremmede Lande 1—4, 1826—30). Efter hjemkomsten til Danmark formede Schaldemoses liv sig også ret afvekslende; først var han sekondløjtnant, derefter lærer i provinserne, så tolder i København og materialskriver på Kronborg — til sidst igen i hovedstaden, først som melmand, til slut som "kaffeskænker". Under alle disse forskellige skæbner havde Schaldemose dog fået stunder til at sysle med pen og blæk. Mest betydning har han som oversætter, hvor han i alt fald har fortjenesten af at have overført adskillige storværker (af Goethe, Scott med flere) til dansk: udmærket er hans gengivelse af Reinecke Fuchs. Som original forfatter er han lige så meget skribler som skribent; selv om et og andet som hans Fabler og enkelte romancer i tidens stil ikke er uefne, er andet helt efemert, ja i sine sidste leveår solgte Schaldemose sin pen til smædeskriveri. Hans ugeblad Prikkeltorne (til dels beslaglagt) og hans digte som Rasmusine eller den belønnede Dyd (1851) indeholdt en udsøgt samling invektiver mod grevinde Danner.